# Arcidiocesi di Corfù, Zante e Cefalonia

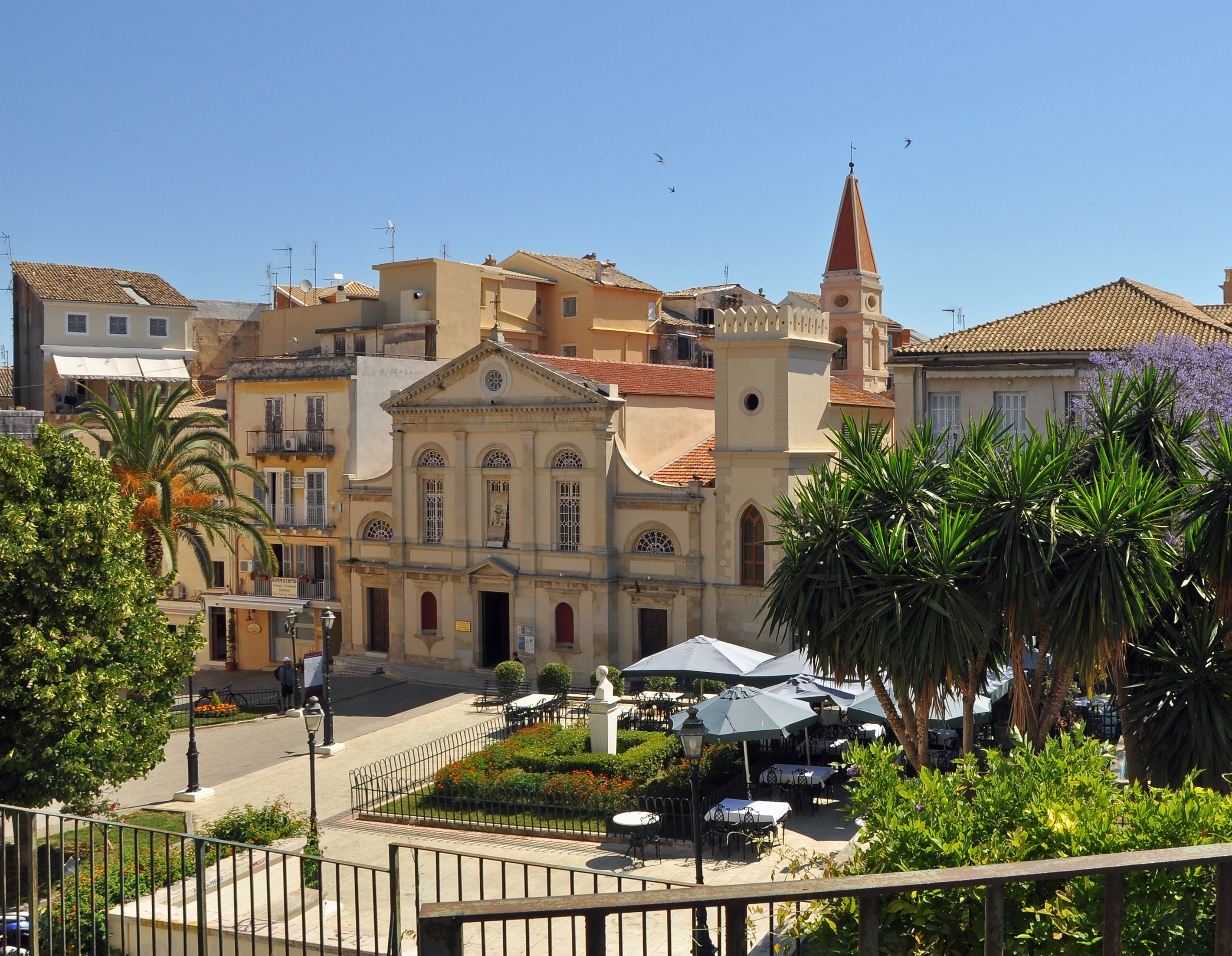
Vista sulla cattedrale cattolica di Corfù, dedicata ai Santi Giacomo e Cristoforo.

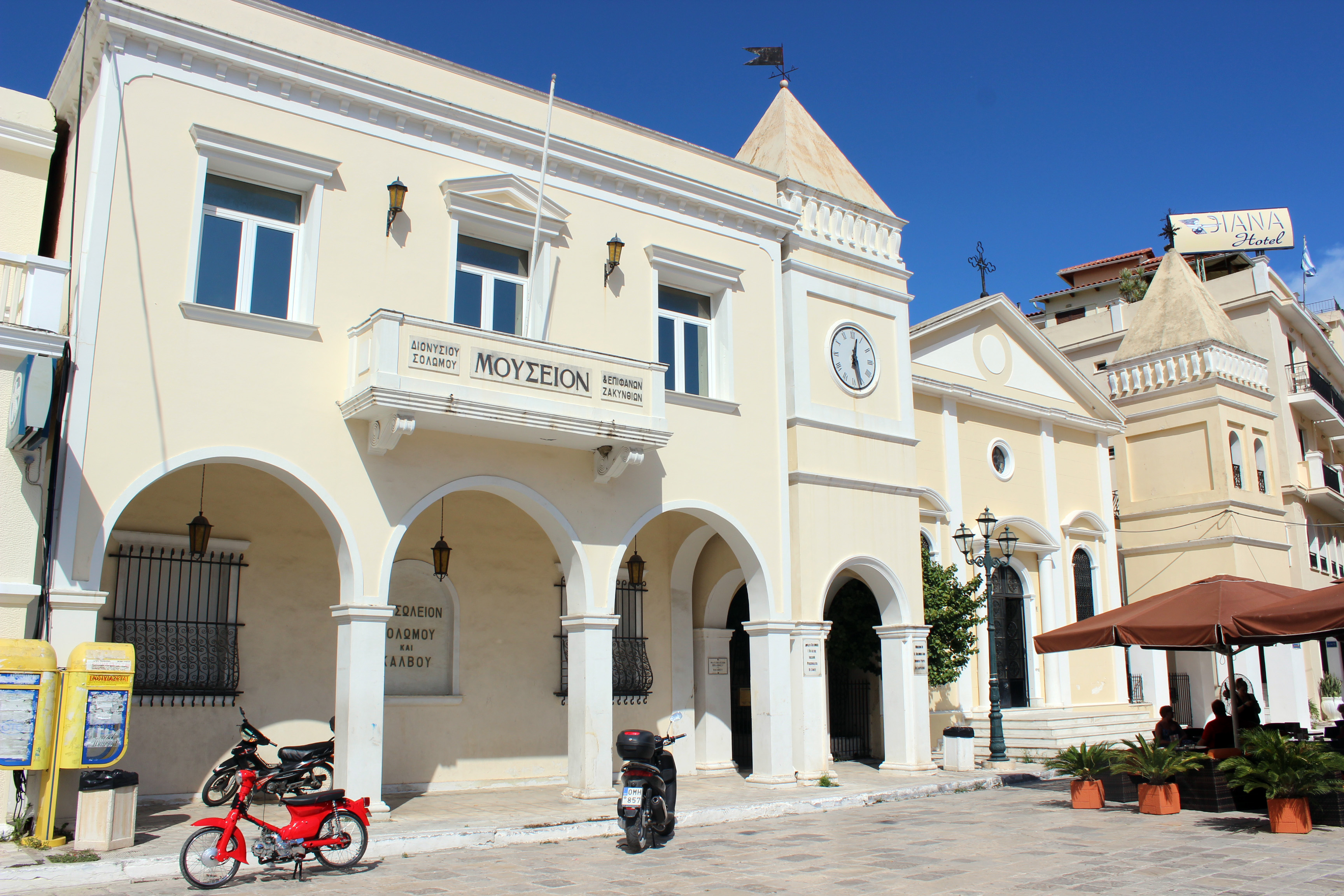
Vista sulla cattedrale cattolica di Zante a fianco del museo Dionysios Solomos.

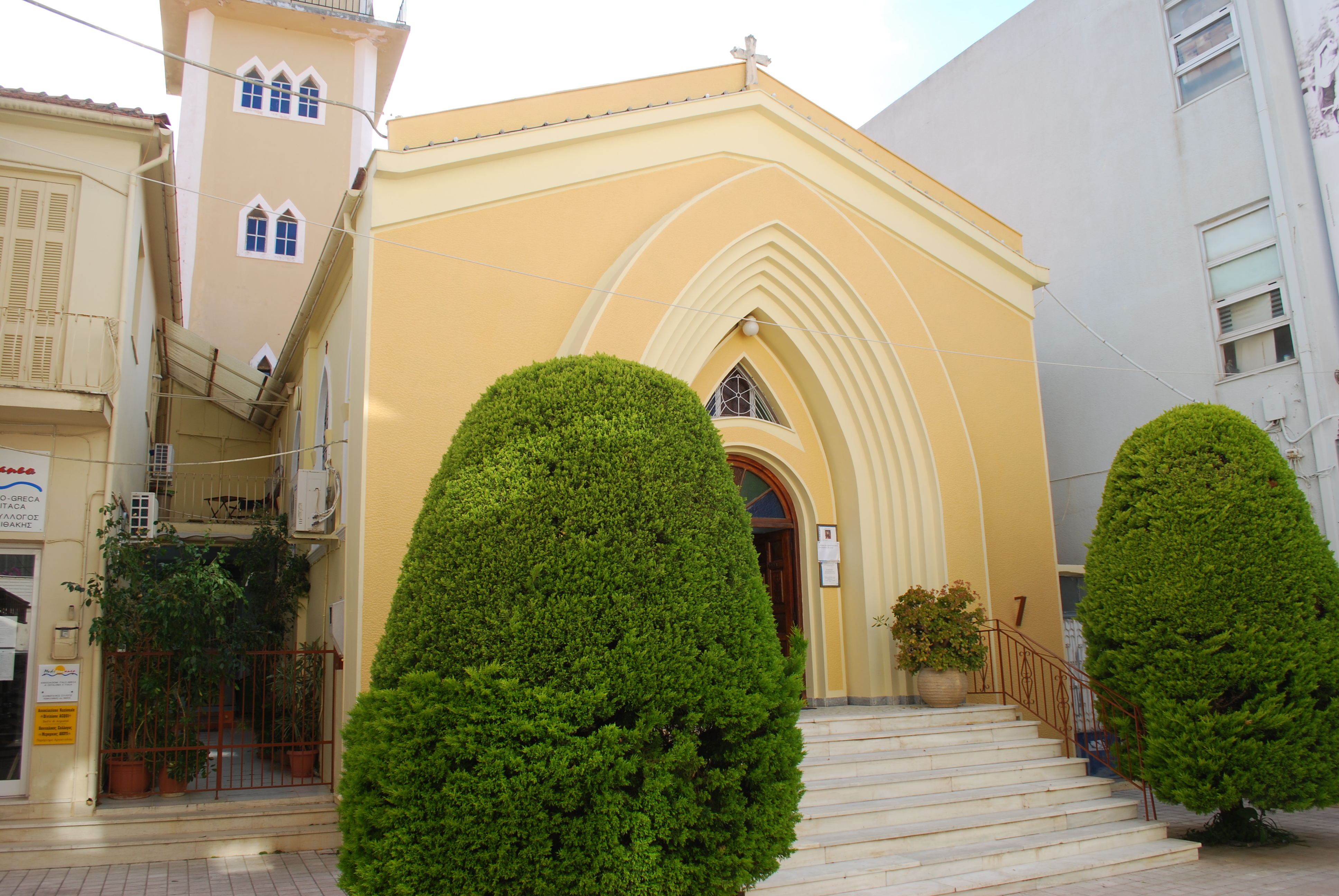
La parrocchia cattolica di San Nicola a Argostoli, sull'isola di Cefalonia, ricostruita dopo il terremoto del 1953. La chiesa precedente risaliva all'arrivo dei francescani sull'isola, all'inizio del XVII secolo.

L'arcidiocesi di Corfù, Zante e Cefalonia (in latino Archidioecesis Corcyrensis, Zacynthiensis et Cephaloniensis) è una sede metropolitana senza suffraganee della Chiesa cattolica in Grecia. Nel 2023 contava 3480 battezzati su 119500 abitanti. È retta dall'arcivescovo Georgios Altouvas.

## Territorio
L'arcidiocesi estende la sua giurisdizione sui fedeli cattolici di rito latino delle Isole Ionie, ed in particolare di Corfù, Zante, Cefalonia, Leucade, Itaca, e della regione dell'Epiro in Grecia.
Sede arcivescovile è la città di Corfù, dove si trova la cattedrale metropolitana dei Santi Giacomo e Cristoforo. A Zante sorge la cattedrale di San Marco.
Il territorio è suddiviso in 3 parrocchie: Santi Giacomo e Cristoforo a Corfù, San Marco a Zante e San Nicola a Argostoli. A Prevesa si trova la chiesa di Sant'Andrea e a Giannina quella dedicata alla Sacra Famiglia.

## Storia
L'arcidiocesi di rito latino di Corfù e le diocesi di Zante e Cefalonia furono erette nel XIII secolo, quando entrarono in possesso degli Angioini (Corfù e Cefalonia) e di Venezia (Zante). Le date di erezione sono abbastanza incerte e quelle citate dalle fonti sono posteriori all'elezione del primo vescovo.
Zante e Cefalonia, originariamente suffraganee dell'arcidiocesi di Corinto, furono unite nel 1222. Divennero poi immediatamente soggette alla Santa Sede, ma in un anno imprecisato fra il 1625 e il 1695 entrarono a far parte della provincia ecclesiastica dell'arcidiocesi di Corfù. Secondo altre fonti le diocesi erano già suffraganee di Corfù dal 1386.
La primitiva cattedrale di Corfù si trovava nella fortezza della città ed era dedicata ai santi Pietro e Paolo; fu distrutta alla fine dell'occupazione veneziana dell'isola. L'odierna cattedrale fu consacrata il 31 dicembre 1553 dall'arcivescovo Giacomo Cocco e ricostruita dalle fondamenta all'epoca dell'arcivescovo Carlo Labia.
Il 3 giugno 1919 in forza del breve Cum ex Apostolico di papa Benedetto XV le tre sedi furono unite. Da allora la sede metropolitana è priva di suffraganee.
Il 10 marzo 1926 in virtù del breve Quae rei sacrae di papa Pio XI ha acquisito dall'arcidiocesi di Durazzo il territorio corrispondente all'attuale regione greca dell'Epiro.
Il terremoto del 1953, che devastò l'isola di Zante, distrussero, tra le altre cose, anche la cattedrale di San Marco, costruita nel 1747 su una precedente con lo stesso nome, e il palazzo episcopale, che ospitava una notevole pinacoteca e un ricco archivio storico.
Dal 1992 l'arcivescovo è anche amministratore apostolico sede vacante del vicariato apostolico di Salonicco.

## Cronotassi dei vescovi
Si omettono i periodi di sede vacante non superiori ai 2 anni o non storicamente accertati.

### Sede di Corfù
- Anonimo † (menzionato nel 1274)
- Anonimo † (1277 - 1278)
- Antonio † (1283 - 1284)
- Stefano † (1289 - 1296)
- Demetrio † (1299)
- Marco Contarini † (1310)
- Cristoforo † (1318)
- Giovanni † (1320 - 27 giugno 1330 nominato arcivescovo di Otranto)
- Giovanni, O.P. † (27 giugno 1330 - ?)
- Salviano † (1340)
- Gaddo Pisano, O.P. † (1341 - 1347)
- Giovanni della Porta † (1348 - 30 maggio 1348 nominato arcivescovo di Brindisi)
- Francesco degli Atti † (30 maggio 1348 - 17 settembre 1348 nominato vescovo di Chiusi)
- Nicolò † (10 novembre 1348 - 1350)
- Castellino Romanopullus † (16 aprile 1350 - 1376 deceduto)
- Giovanni da Amelia † (15 febbraio 1376 - 1378 dimesso)
- Pietro Budana † (15 gennaio 1379 - 1386)
- Nicolò † (14 aprile 1386 - 1386)
  - Pino Ordelaffi † (18 marzo 1390 - 1390) (amministratore apostolico)
- Marco Giustiniani † (1º dicembre 1390 - 31 agosto 1392 nominato arcivescovo di Creta)
- Albano Michiel † (9 agosto 1392 - 8 marzo 1406 nominato vescovo di Padova)
- Ilario † (8 marzo 1406 - 1413 deceduto)
- Giorgio de Cadolfino, O.P. † (18 settembre 1413 - 1428 deceduto)
- Eustachio de Leonardis † (29 novembre 1428 - 1430 deceduto)
- Martino Bernardini † (25 settembre 1430 - 16 marzo 1452 deceduto)
- Francesco Gritti † (28 marzo 1452 - 1458)
- Pietro Giustiniani † (1458 - 1458)
  - Isidoro di Kiev † (1458 - 1459) (amministratore apostolico)
- Pietro Frigerio, O.P. † (17 marzo 1459 - 1481 deceduto)
- Santo Venier † (3 agosto 1481 - 1514 deceduto)
- Cristoforo Marcello † (28 maggio 1514 - 1527 deceduto)
- Giacomo Cocco † (20 novembre 1528 - circa 1565 deceduto)
- Antonio Cocco † (circa 1565 succeduto - 1577 dimesso)
- Bernardino Suriano † (29 novembre 1577 - 1583 deceduto)
- Maffeo Venier † (11 maggio 1583 - 1586 deceduto)
- Giovanni Balbi, O.F.M.Obs. † (14 gennaio 1587 - 1597 deceduto)
- Vincenzo Querini † (29 gennaio 1597 - 1618 deceduto)
- Benedetto Bragadin, O.F.M.Obs. † (3 dicembre 1618 - 1658)
- Carlo Labia, C.R. † (27 gennaio 1659 - 13 settembre 1677 nominato arcivescovo, titolo personale, di Adria)
- Marcantonio Barbarigo † (6 giugno 1678 - 7 luglio 1687 nominato arcivescovo, titolo personale, di Montefiascone e Corneto)
- Giorgio Emo † (14 giugno 1688 - gennaio 1705 deceduto)
- Augusto Antonio Zacco † (15 novembre 1706 - 22 novembre 1723 nominato arcivescovo, titolo personale, di Treviso)
- Angelo Maria Querini, O.S.B. † (22 novembre 1723 - 30 luglio 1727 nominato arcivescovo, titolo personale, di Brescia)
- Vincenzo Maria Mazzoleni, O.P. † (26 novembre 1727 - 21 maggio 1731 nominato arcivescovo, titolo personale, di Parenzo)
- Giovanni Antonio Foscarini, C.R.L. † (3 marzo 1732 - 1739)
- Antonio Nani † (18 aprile 1742 - aprile 1765 deceduto)
- Luigi Paolo Da Ponte, O.C.D. † (5 agosto 1765 - 13 settembre 1773 nominato arcivescovo, titolo personale, di Torcello)
- Andrea Benedetto Ganassoni, O.S.B. † (20 dicembre 1773 - 12 luglio 1779 nominato arcivescovo, titolo personale, di Feltre)
- Francesco Maria Fenzi † (20 settembre 1779 - 3 gennaio 1816 dimesso)
- Daulo Augusto Foscolo † (8 marzo 1816 - 30 dicembre 1829 dimesso)
- Pietro Antonio Nostrano † (15 marzo 1830 - maggio 1852 deceduto)
- Francis Joseph Nicholson, O.C.D. † (maggio 1852 succeduto - 30 aprile 1855 deceduto)
- Carlo Rivelli † (1º novembre 1855 - 18 settembre 1858 deceduto)
- Spiridione Maddalena † (28 settembre 1860 - 1º agosto 1884 deceduto)
- Evangelista Boni, O.F.M.Cap. † (23 gennaio 1885 - 19 agosto 1897 deceduto)
- Antonio Giovanni Battista Delenda † (12 febbraio 1898 - 29 aprile 1900 nominato arcivescovo di Atene)
- Teodoro Antonio Polito † (11 giugno 1901 - 23 settembre 1911 deceduto)
- Domenico Darmanin † (4 marzo 1912 - 17 febbraio 1919 deceduto)

### Sedi di Zante e Cefalonia
- Benedetto † (23 marzo 1207 - dopo il 1239)[3]
- Giovanni Giorgio † (? - 13 agosto 1252 nominato vescovo di Umana)
- Palmerio de Gallucio † (10 novembre 1252 - ?)
- Enrico Padovano † (1264 - 1273)
- Neruccio o Rainerio † (1340)
- Niccolò † (1341)
- Emmanuele, O.S.B. † (14 giugno 1350 - ?)
- Daniele † (? - 1370 deceduto)
- Percivalle di Aleria † (6 marzo 1370 - 1375 deceduto)
- Angelo di Crotone, O.E.S.A. † (22 giugno 1375 - 1383 deceduto)
- Princivalle II † (1385 - 1385)
- Biagio, O.E.S.A. † (1385 - 12 gennaio 1396 nominato arcivescovo di Corinto)
- Pietro Giovanni, O.F.M. † (12 gennaio 1396 - 1398)
- Gregorio Nardi † (29 novembre 1400 - 15 ottobre 1427 nominato vescovo di Segni)
- Antonio Morelli † (17 ottobre 1427 - 1430)
- Domenico de Pupio † (23 marzo 1430 - 1437 deceduto)
- Giovanni de Pede † (25 febbraio 1437 - 1443 deceduto)
- Giovanni Giacomo, O.E.S.A. † (27 febbraio 1443 - ?)
- Giovanni di Arcadia o Giovanni Ungaro † (31 gennaio 1458 - 1463 deceduto)
- Giovanni Antonio Scardemeto, O.F.M. † (23 ottobre 1463 - 1488)
- Marco de Franceschi † (1488 - 1521 deceduto)
- Ferdinando de Medici † (9 agosto 1521 - 1550 deceduto)
- Giovanni Francesco Commendone † (25 ottobre 1555 - 1560 dimesso)
- Giovanni Pietro Dolfin, C.R.S.A. † (27 marzo 1560 - 1574 dimesso)
- Paolo Grassi, C.R.L. † (14 luglio 1574 - 1588 deceduto)
- Domenico Carlo, O.F.M.Conv. † (26 giugno 1589 - 1595 deceduto)
- Raffaele Inviziati † (24 gennaio 1597 - 1611 dimesso)
- Marco Pasqualigo † (10 ottobre 1611 - 1624 deceduto)
- Giovanni Michele de Varolis, O.F.M.Conv. † (27 gennaio 1625 - 1634 dimesso)
- Costantino de Rossi, C.R.S. † (24 giugno 1634 - 13 agosto 1640 nominato vescovo di Veglia)
- Giovanni de Rossi † (3 dicembre 1640 - 10 luglio 1645 nominato vescovo di Chirone)
- Francesco Gozzadini † (2 marzo 1654 - 16 febbraio 1673 deceduto)
- Giacinto Maria Conigli, O.P. † (6 maggio 1675 - 7 ottobre 1694 dimesso)
- Epifanio Fanelli, O.S.B. † (19 settembre 1695 - 1697 deceduto)
- Giovanni Vincenzo de Filippi, O.S.M. † (10 dicembre 1698 - 13 maggio 1718 nominato vescovo di Caorle)
- Giovanni Crisostomo Calvi, O.P. † (11 maggio 1718 - 7 settembre 1729 nominato vescovo di Montefeltro)
- Giuseppe Caccia, O.F.M.Obs. † (28 novembre 1729 - 8 gennaio 1731 nominato vescovo di Traù)
- Cesare Bonaiuti † (22 gennaio 1731 - 27 febbraio 1736 nominato vescovo di Lesina)
- Baldassarre Maria Remondini † (27 febbraio 1736 - 5 ottobre 1777 deceduto)
- Bernardo Bocchini, O.F.M.Cap. † (28 settembre 1778 - 16 gennaio 1785 deceduto)
- Francesco Mercati † (26 settembre 1785 - 1803 deceduto)
  - Sede vacante (1803-1815)
- Aloisio Scacoz, O.F.M. † (8 agosto 1815 - 13 novembre 1831 dimesso)
- Luigi Lastaria † (4 novembre 1831 - 1870 deceduto)
- Evangelista Boni, O.F.M.Cap. † (7 giugno 1872 - 23 gennaio 1885 nominato arcivescovo di Corfù)
- Dionigi Rosario Nicolosi † (5 maggio 1885 - 6 giugno 1890 nominato vescovo di Chio)
  - Sede vacante (1890-1919)

### Sede di Corfù, Zante e Cefalonia
- Leonardo Brindisi † (3 luglio 1919 - 8 settembre 1940 deceduto)
  - Sede vacante (1940-1947)
- Antonio Gregorio Vuccino, A.A. † (22 febbraio[4] 1947 - 6 luglio 1952 dimesso[5])
  - Sede vacante (1952-1962)
- Antónios Varthalítis, A.A. † (30 maggio 1962 - 22 marzo 2003 ritirato)
- Yannis Spiteris, O.F.M.Cap. (22 marzo 2003 - 14 settembre 2020 ritirato)
- Georgios Altouvas, dal 14 settembre 2020

## Statistiche
L'arcidiocesi nel 2023 su una popolazione di 119500 persone contava 3480 battezzati, corrispondenti al 2,9% del totale.
| anno | popolazione | popolazione | popolazione | presbiteri | presbiteri | presbiteri | presbiteri                | diaconi | religiosi | religiosi | parrocchie |
| anno | battezzati  | totale      | %           | numero     | secolari   | regolari   | battezzati per presbitero | diaconi | uomini    | donne     | parrocchie |
| ---- | ----------- | ----------- | ----------- | ---------- | ---------- | ---------- | ------------------------- | ------- | --------- | --------- | ---------- |
| 1950 | 3800        | 220000      | 1,7         | 8          | 5          | 3          | 475                       |         | 3         | 10        | 4          |
| 1970 | 2700        | 1200000     | 0,2         | 8          | 5          | 3          | 337                       |         | 3         | 7         | 6          |
| 1980 | 2700        | 1278000     | 0,2         | 7          | 3          | 4          | 385                       |         | 4         | 10        | 7          |
| 1990 | 3000        | 1200000     | 0,3         | 6          | 2          | 4          | 500                       |         | 4         | 10        | 6          |
| 1999 | 3800        | 1288000     | 0,3         | 8          | 4          | 4          | 475                       |         | 4         | 8         | 6          |
| 2000 | 3800        | 1200000     | 0,3         | 8          | 4          | 4          | 475                       |         | 4         | 8         | 6          |
| 2001 | 3800        | 1200000     | 0,3         | 7          | 4          | 3          | 542                       |         | 3         | 9         | 6          |
| 2002 | 3800        | 1200000     | 0,3         | 7          | 4          | 3          | 542                       |         | 3         | 9         | 6          |
| 2003 | 3800        | 1200000     | 0,3         | 7          | 4          | 3          | 542                       |         | 4         | 9         | 6          |
| 2004 | 3800        | 1200000     | 0,3         | 7          | 4          | 3          | 542                       |         | 3         | 9         | 6          |
| 2006 | 3800        | 1200000     | 0,3         | 7          | 4          | 3          | 542                       |         | 3         | 8         | 3          |
| 2013 | 3843        | 121700      | 3,2         | 8          | 5          | 3          | 480                       |         | 3         | 8         | 4          |
| 2016 | 3820        | 120600      | 3,2         | 5          | 4          | 1          | 764                       |         | 4         | 7         | 3          |
| 2019 | 3500        | 120000      | 2,9         | 3          | 3          |            | 1166                      |         | 3         | 7         | 3          |
| 2021 | 3490        | 119850      | 2,9         | 3          | 3          |            | 1163                      | 1       | 3         | 6         | 3          |
| 2023 | 3480        | 119500      | 2,9         | 5          | 3          | 2          | 696                       | 1       | 2         | 7         | 3          |

### Per la cronotassi di Corfù
- (LA)  Pius Bonifacius Gams, Series episcoporum Ecclesiae Catholicae, Leipzig, 1931, vol. I, pp. 399–400; vol. II, p. 89
- (LA)  Konrad Eubel, Hierarchia Catholica Medii Aevi, vol. 1, p. 209; vol. 2, p. 136; vol. 3, pp. 177–178; vol. 4, p. 164; vol. 5, p. 172; vol. 6, p. 182

### Per la cronotassi di Zante e Cefalonia
- (LA)  Pius Bonifacius Gams, Series episcoporum Ecclesiae Catholicae, Leipzig, 1931, vol. I, pp. 399, 430; vol. II, p. 89
- (LA)  Konrad Eubel, Hierarchia Catholica Medii Aevi, vol. 1, p. 181; vol. 2, p. 125; vol. 3, p. 162; vol. 4, p. 145; vol. 5, p. 154; vol. 6, pp. 159–160
- (EN)  Scheda della diocesi su Gcatholic